# Geologov Island
Geologov Island (englisch; russisch Остров Геологов Ostrow Geologow, deutsch ‚Geologeninsel‘) ist eine unregelmäßig geformte, rund 2,2 km lange und etwa 0,4 km breite Insel vor der Knox-Küste des ostantarktischen Wilkeslands. In den Bunger Hills liegt sie in einer Entfernung von jeweils 4 km auf halbem Weg zwischen der Vertoletnyj Peninsula und Fuller Island. Ihr Nord- und Südende ragen steil auf.
Wissenschaftler einer sowjetischen Antarktisexpedition kartierten sie und benannten sie im Jahr 1956. Das Antarctic Names Committee of Australia übertrug die Benennung in einer Teilübersetzung ins Englische.